# Museo de Arte de El Salvador
El Museo de Arte de El Salvador (MARTE), localizado en la ciudad de San Salvador, es una institución privada sin fines de lucro cuyo funcionamiento es responsabilidad de la Asociación Museo de Arte de El Salvador. Su objetivo es contribuir al desarrollo educativo y cultural del país mediante la conservación y difusión  del arte salvadoreño. Desde 2020 la directora ejecutiva es Eugenia Lindo.

## Instalaciones
El Museo de Arte de El Salvador fue inaugurado el 22 de mayo de 2003. El edificio tiene un área de 2,275 metros cuadrados. Fue diseñado por el arquitecto salvadoreño Salvador Choussy Rusconi (1947) y construido en un terreno de 6,520 metros cuadrados. Comprende salas de exhibición y áreas administrativas, depósito de obras, talleres y espacios complementarios, entre los que se cuenta una sala de proyecciones y una biblioteca. En 2007 el museo amplió sus instalaciones al construir el salón de usos múltiples Ernesto Álvarez Córdova y una nueva sala de exhibición.
En la actualidad, el edificio comprende un área construida de 2,968 metros cuadrados, de la que 1,208 metros cuadrados se utilizan para las exhibiciones, distribuidos en cinco salas. Tres de ellas están destinadas a una muestra semi permanente de arte salvadoreño (Gran Sala, Sala 3 y Sala 4) y las dos restantes a las exhibiciones temporales, complementadas con espacios alternativos.
Las áreas de exhibición son:
Gran Sala: 372 m².
Sala 1: 192 m².
Sala 2: 152 m².
Sala 3: 152 m².
Sala 4: 184 m².
Espacios alternativos: 156 m².

### Conjunto monumental
Uno de los grandes logros del diseño fue integrar la nueva edificación al Monumento a la Revolución diseñado por los arquitectos Óscar Reyes y Kurt Schulze. Este es un conjunto artístico arquitectónico edificado en los años cincuenta que incluye un mural y una escultura monumental. Los trabajos preliminares: proyecto, localización y transporte de la piedra, entrenamiento del personal, etc., comenzaron en el año de 1954.
El monumento está conformado por un mural conformado por un mosaico en piedra que representa la libertad, la cual es simbolizada por un hombre desnudo mirando hacia arriba y con los brazos levantados. Esta figura es conocida popularmente como “El Chulón” y constituye un punto de referencia urbana. Las piedras que forman el mosaico son de colores naturales y fueron recolectadas a lo largo del territorio nacional. El diseño y realización de la obra estuvo a cargo del artista mexicano Claudio Cevallos y de la artista salvadoreña Violeta Bonilla (1924-1999).  Esta obra fue inaugurada por el presidente de la República Coronel Óscar Osorio el 14 de diciembre de 1955.
En el espacio se encuentra también la escultura Alegoría a la Constitución de 1950 o Monumento a la Constitución una escultura monumental, tallada directamente en piedra compuesta por nueve figuras: un obrero, una madre que sostiene en brazos a su hijo, la figura de una niña, dos figuras femeninas, una de ellas parcialmente cubierta por un soldado, el cual sostiene su fusil apuntando hacia abajo, en actitud pacífica. En la parte posterior destaca la figura de una mujer que sujeta la constitución de 1950. Todas estas figuras sostienen una mujer desnuda, cubierta con la bandera de El Salvador, que corona la escultura. La obra, fechada en 1956, fue realizada por el artista Francisco Zúñiga (1912-1998), quien es considerado uno de los más importantes escultores latinoamericanos y cuya obra se encuentra en diversos museos y ciudades del mundo.
El museo gracias a donación de la Fundación Zúñiga Laborde cuenta con los bocetos y planos del Monumento. La donación incluía también dibujos realizados por el artista durante su estadía en El Salvador y una escultura.

## Exhibiciones
Desde su apertura, el Museo ha realizado una serie de exposiciones semi permanentes que actualiza cada cinco años para ofrecer nuevas perspectivas y recorridos de la producción de arte salvadoreño desde el siglo XIX hasta la época contemporánea.
El 22 de mayo de 2003 inauguró "Puntos Cardinales. Momentos claves de la pintura salvadoreña 1900- 1992" que estuvo abierta al público hasta el 15 de abril de 2007 y expuso una selección de obras de la Colección Nacional y colecciones privadas.
El 18 de mayo de 2007 la sucede "Revisiones.  Encuentros con el Arte Salvadoreño" curada por Jorge Palomo, que tenía como objetivo tener una amplia y representativa mirada del arte nacional. Estuvo expuesta hasta el 11 de noviembre de 2011.
La tercera de las muestras semi permanentes es “Al Compás del Tiempo. Procesos e influencias en el arte salvadoreño” que ahonda en los acontecimientos históricos y las diferentes influencias socioculturales y estilísticas que afectaron la producción de las artes plásticas y visuales en El Salvador desde finales del siglo XIX hasta la actualidad.  Estuvo expuesta del 6 de diciembre de 2011 a diciembre de 2016.  
El 20 de enero de 2018 se inauguró la exposición "Diálogos en el arte salvadoreño"  dividida en dos partes: "Donde hubo fuego... Arte contemporáneo de El Salvador 2013 - 2017", curada por Simón Vega,  y otra "Entre realidad e imaginación. Arte del Siglo XX", cuya curaduría estuvo a cargo del director de programación del museo, Rafael Alas Vásquez. En la primera parte se da protagonismo al arte contemporáneo, no solo de artistas locales sino de la diáspora, con una museografía que propone una explicación del desarrollo del arte contemporáneo.   
En mayo de 2023, en el marco de la celebración del vigésimo aniversario de la institución se inauguró la nueva exposición semi permanente "Trópico Telúrico", una propuesta de director artístico del Museo MARTE, Jaime Izaguirre, en la que realiza un recorrido histórico por la construcción identitaria nacional a través de la producción artística salvadoreña. Está previsto que permanezca en sala hasta finales de 2026.  
A estas exposiciones le acompañan numerosas exhibiciones temporales y retrospectivas de artistas salvadoreños. 

## Actividades
Estas exhibiciones se complementan con el programa educativo que incluye visitas guiadas para estudiantes, un programa de capacitación docente y proyectos con el Museo de Arte de Las Américas en Washington, gracias al que se imparten talleres de fotografía, pintura, video, entre otros, a jóvenes de Sensuntepeque, Intipucám, Ciudad Victoria y Chiri+lagua o programas como Hocus Pocus, Kaleidoscopio o Marte Contemporáneo que promovieron el desarrollo profesional artístico en diferentes ramas, áreas y disciplinas. 
Desde 2015 organizan el programa musical Lunes Musicales, un espacio para el disfrute de agrupaciones musicales académicas y clásicas cada lunes entre los meses de marzo y octubre.